# 스파게티 알라 키타라
스파게티 알라 키타라(이탈리아어: spaghetti alla chitarra, 단수: spaghetto alla chitarra 스파게토 알라 키타라[*])는 이탈리아의 파스타이다. 아브루초주 식의 전형적인 계란을 넣은 스파게티이다. 마케로니 알라 키타라(이탈리아어: maccheroni alla chitarra, 단수: maccherone alla chitarra 마케로네 알라 키타라[*])로도 불린다.
기타줄 모양의 틀에서 면을 뽑은 데서 이름이 유래했다. 탈리올리니와 모양은 유사하지만 면이 더 빨리 익고 소스를 흡수하는 속도도 빠르다.

## 사진

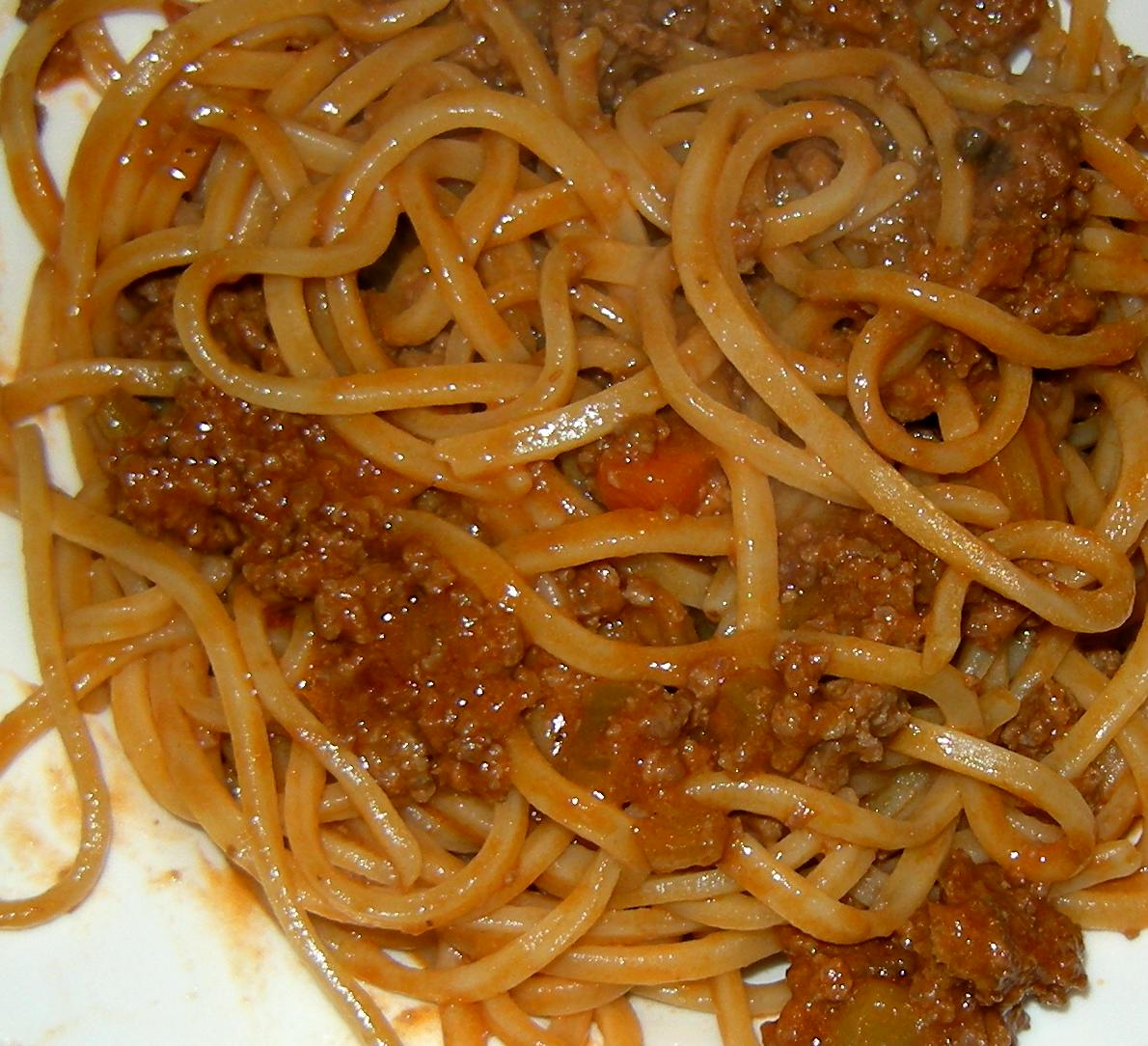
스파게티 알라 키타라